# Adam Hofstedt
Adam ”Hoffa” Hofstedt, född 15 februari 2002, är en svensk alpin skidåkare.
Hofstedt tog guld i Super-G och slalom samt brons i kombination vid olympiska vinterspelen för ungdomar 2020 i Lausanne.